# Šolska uniforma
Šolska uniforma je za učence predpisano oblačilo v osnovnih in srednjih šolah po mnogih državah sveta. Tradicionalne deške šolske uniforme navadno sestavljajo temne hlače in svetle majice ter suknjiči za hladnejše vreme, dekliške uniforme pa krilo in bluza. Glede na spol predpisane obleke so v več primerih predmet spora, zaradi česar nekatere šole tudi dekletom dovoljujejo nošnjo hlač.